# Luwamo Garcia
Luwamo Garcia (Luanda, 1 mei 1985) is een voormalig Angolees-Belgische voetballer.
Luwano speelde in de jeugd bij KRC Genk. Daar debuteerde de 18-jarige jeugdinternational ook in het eerste elftal op 30 augustus 2003 tijdens een thuiswedstrijd tegen Excelsior Moeskroen (2-0), als invaller voor Cédric Roussel. In de zomer van 2004 verdiende Luwamo een transfer naar VVV-Venlo. Hier speelde hij twee jaar waarin hij liet zien dat hij de nieuwe Babangida van VVV-Venlo was maar in het seizoen 2006/2007 maakte hij de overstap naar de Eredivisie door voor RKC Waalwijk te tekenen. Nadien speelde hij een periode in Angola voor CR Caála. Vanaf januari 2015 speelt hij in België voor RFC Tilleur. In 2016 ging hij naar RFC Bressoux.

## Clubstatistieken[1]
| Seizoen | Club             | Competitie     | Competitie | Competitie | Beker | Beker | Overig | Overig | Totaal | Totaal |
| Seizoen | Club             | Competitie     | Wed.       | Dlp.       | Wed.  | Dlp.  | Wed.   | Dlp.   | Wed.   | Dlp.   |
| ------- | ---------------- | -------------- | ---------- | ---------- | ----- | ----- | ------ | ------ | ------ | ------ |
| 2003/04 | KRC Genk         | Eerste klasse  | 3          | 0          | 0     | 0     | —      | —      | 3      | 0      |
| 2004/05 | VVV-Venlo        | Eerste divisie | 30         | 4          | 1     | 0     | 6      | 2      | 37     | 6      |
| 2005/06 | VVV-Venlo        | Eerste divisie | 37         | 9          | 4     | 2     | 1      | 1      | 42     | 12     |
| 2006/07 | RKC Waalwijk     | Eredivisie     | 14         | 0          | 3     | 1     | 2      | 0      | 19     | 1      |
| 2007/08 | RKC Waalwijk     | Eerste divisie | 38         | 15         | 2     | 2     | 5      | 0      | 45     | 17     |
| 2008/09 | RKC Waalwijk     | Eerste divisie | 28         | 3          | 2     | 0     | 2      | 0      | 32     | 3      |
| 2009/10 | Ethnikos Asteras | Beta Ethniki   | 31         | 4          | 1     | 0     | —      | —      | 32     | 4      |
| 2010/11 | Ethnikos Asteras | Beta Ethniki   | 31         | 6          | 3     | 0     | —      | —      | 34     | 6      |
| 2011/12 | Alki Larnaca     | A Divizion     | 13         | 2          | 0     | 0     | —      | —      | 13     | 2      |
| Totaal  | Totaal           | Totaal         | 225        | 43         | 16    | 5     | 16     | 3      | 257    | 51     |